# Jazz Jennings
Jazz Jennings (ur. 6 października 2000) – amerykańska youtuberka, modelka, prezenterka telewizyjna i działaczka LGBT. Jest jedną z najmłodszych znanych osób transpłciowych, które podjęły się tranzycji od wczesnych lat.
Jennings po raz pierwszy zdobyła rozgłos w 2007 roku, podczas wywiadu z Barbarą Walters, który przyczynił się do kolejnych głośnych wywiadów i występów. Christine Connelly, członek rady dyrektorów Bostońskiego Sojuszu Młodzieży LGBT, stwierdził, że była ona pierwszym młodym człowiekiem, który zdobył ogólnokrajowy rozgłos, występował w telewizji i był w stanie sformułować swój punkt widzenia z taką niewinnością. Natomiast jej rodzice dostrzegli zdecydowane przejawy transpłciowości, gdy tylko Jennings nauczyła się mówić.
Jennings jest honorową współzałożycielką TransKids Purple Rainbow Foundation, którą ona i jej rodzice założyli w 2007 roku, aby nieść pomoc transpłciowej młodzieży. W 2013 roku założyła Purple Rainbow Tails, spółkę, która produkuje gumowe syrenie ogony, w celu zdobywania pieniędzy na rzecz transpłciowych dzieci.
Jennings prowadzi serię filmów na YouTube, o swoim życiu, pod tytułem „I Am Jazz”. Jest jedną z najmłodszych transpłciowych kobiet w historii, otwarcie mówiących o swoich problemach. Jennings występuje też w programie telewizyjnym na stacji TLC pt. I Am Jazz, w którym opowiada o życiu swoim i rodziny. Premiera serialu odbyła się 15 lipca 2015.

## Wczesne życie
Urodziła się w południowej Florydzie w rodzinie pochodzenia żydowskiego. Ma starszą siostrę, Ari, i dwóch starszych braci, bliźniaków Sandera i Griggena.
Jennings przypisano przy urodzeniu płeć męską. W wieku czterech lat zdiagnozowano u niej dysforię płciową, co czyni ją jedną z najmłodszych udokumentowanych osób określanych jako transpłciowe. Jennings od kiedy tylko była w stanie mówić, jasno dawała do zrozumienia, że jest kobietą, i choć rodzina prezentowała ją publicznie w neutralnych płciowo ubraniach, ona wolała być przedstawiana w odzieży damskiej.

## Kariera
Jennings i jej rodzina zaczęli występować w telewizji, gdy Jennings miała 6 lat, przedstawiając problemy związane z dorastaniem osoby transpłciowej. Jej historia pojawiała się w telewizyjnych programach, takich jak 20/20 czy The Rosie Show, gdzie pojawiła się wraz z transpłciowym synem Cher, Chazem Bono.
W 2007 roku, Jennings i jej rodzice założyli TransKids Purple Rainbow Foundation w celu wspierania transpłciowej młodzieży.
W 2011 roku na kanale Oprah Winfrey Network miała miejsce premiera filmu dokumentalnego I Am Jazz: A Family in Transition, na temat życia Jennings Jazz i jej rodziny.
W 2013 założyła Purple Rainbow Tails, firmę, która produkuje gumowe syrenie ogony, w celu zdobywania pieniędzy na rzecz transpłciowych dzieci. W tym samym roku, w kolejnym wywiadzie z Barbarą Walters dla 20/20, omawiana była dwuipółletnia walka z United States Soccer Federation (USSF) o dopuszczenie Jennings do gry w żeńskiej drużynie. Z pomocą Narodowego Centrum Praw Lesbijek, udało jej się tak zmienić regulamin USSF, aby pozwalał grać również osobom transpłciowym.
We wrześniu tego samego roku, wspólnie z Jessicą Herthel, napisała książkę dla dzieci pt. I Am Jazz. Książka ta poświęcona była szczegółom z jej życia jako transpłciowego dziecka. Według libertariańskiego magazynu Reason „I Am Jazz jest jedną z najczęściej zakazanych książek w Stanach Zjednoczonych”.
W 2014 roku była gościem na GLAAD Media Awards, dzieląc scenę z Zachem Wahlsem i Laurenem Fosterem. Została też umieszczona na liście 25 najbardziej wpływowych nastolatków 2014 roku tygodnika Time. Ponadto stała się najmłodszą osobą, przedstawioną na liście Out 100 miesięcznika Out, jak również listy 40 under 40 miesięcznika The Advocate. Została także uwzględniona na liście 2014 Trans 100 miesięcznika Out, wyróżniona przez Human Rights Campaign, jak również otrzymała nagrodę 2014 Youth Trailblazer Award LogoTV.
W marcu 2015 roku koncern Johnson & Johnson poinformował, że Jennings wystąpi w reklamach produktów z linii Clean & Clear. Pracowała także jako modelka dla NOH8 Campaign. Była też autorką wpisu na temat Laverne Cox na liście 100 najbardziej wpływowych osób tygodnika Time.
Jennings z rodziną wzięli udział w programie  I Am Jazz, którego premiera odbyła się w lipcu 2015 roku na TLC.
W 2016 roku opublikowała biografię pt. Being Jazz: My Life as a (Transgender) Teen.
W 2017 roku Robert Tonner i Tonner Doll Company poinformowała o planach wyprodukowania lalek wzorowanych na Jennings. Jest to pierwsza lalka, sprzedawana jako transpłciowa.

## Życie osobiste
W 2012 Jennings rozmawiała o swojej orientacji seksualnej z Barbarą Walters w wywiadzie dla 20/20, stwierdzając, że romantycznie pociągają ją chłopcy, a także, że ma pewne obawy przed umawianiem się na randki ze względu na swoją transpłciową tożsamość. Natomiast w nagraniu Q&A, zamieszczonym na jej kanale YouTube w lipcu 2014 roku, powiedziała, że jest panseksualna i kocha ludzi „za ich osobowość”, niezależnie od ich orientacji seksualnej lub płci.
W 2013 publicznie ogłosiła, że w przyszłości pragnęłaby zostać matką.
11 kwietnia 2018 tygodnik People poinformował, że Jennings ma zaplanowaną operację korekty płci na 20 czerwca 2018 roku. Operacja odbyła się w czerwcu 2018.